# Остерцель
Остерцель (нім. Osterzell) — громада в Німеччині, знаходиться в землі Баварія. Підпорядковується адміністративному округу Швабія. Входить до складу району Остальгой. Складова частина об'єднання громад Вестендорф.
Площа — 10,82 км2. Населення становить 724 ос. (станом на 31 грудня 2020).

## Галерея

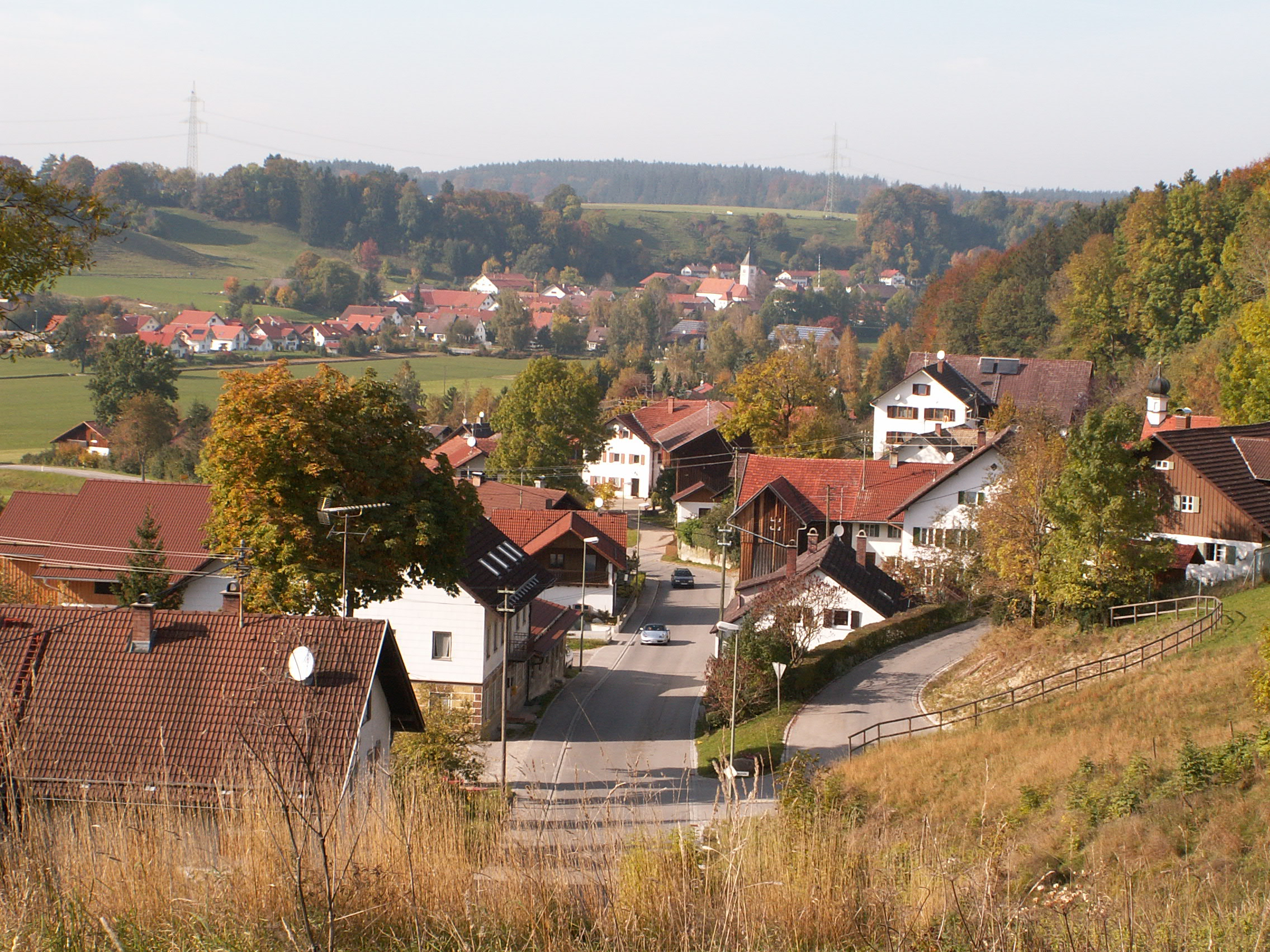
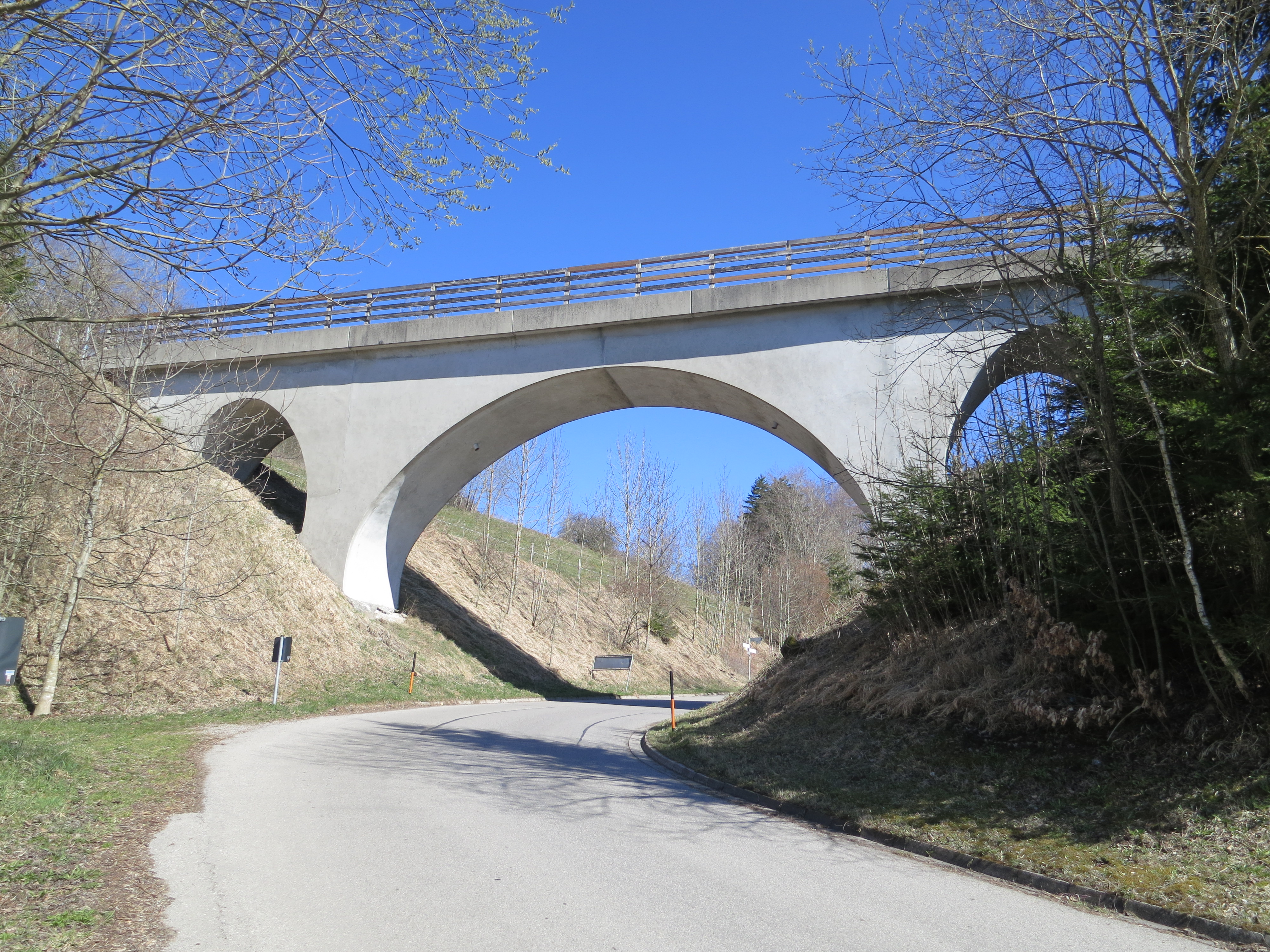